# Can Vies

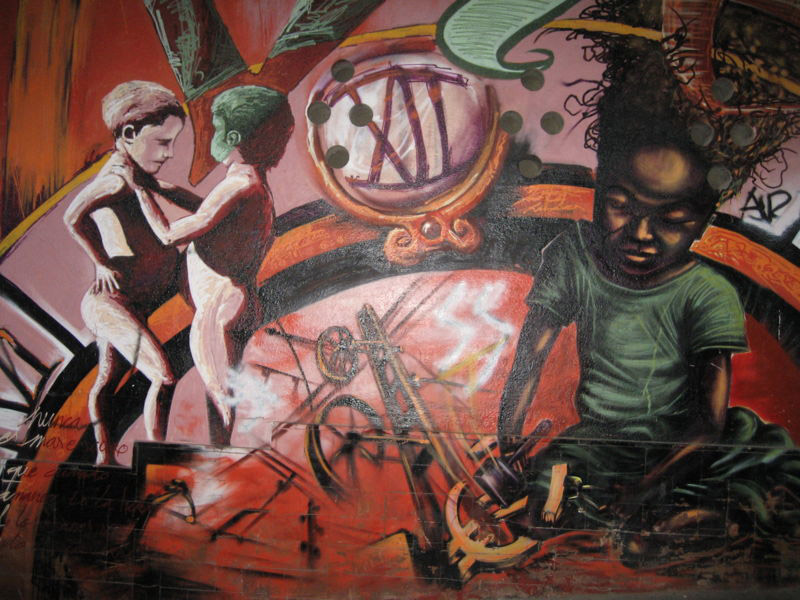
Detall de la façana de Can Vies

El Centre Social Autogestionat Can Vies és un espai okupat al carrer dels Jocs Florals, 40-42 del barri de Sants de Barcelona, on es realitzen tota mena d'activitats culturals, socials i polítiques des de 1997.

## Història
Construït l'any 1879, fou encarregat pel comerciant de Sants Jacint Torra, i habitat posteriorment per membres de les famílies Santomà o Laporta. Uns cinquanta anys més tard, el 1925, en realitzar-se el Metro Transversal, l'edifici va ser comprat per a construir-hi el túnel que passa per sota i transformar-lo en un magatzem de material i despatxos per a la construcció d'aquesta línia. Més tard es convertí en l'edifici de treballadors del metro, sent col·lectivitzat durant la Guerra Civil espanyola pel sindicat CNT.
Durant el franquisme l'edifici passà a la secció sindical del metro del Sindicat Vertical; per això, va afegir-s'hi un annex on se situaria una capella presidida per la Mare de Déu de Montserrat. Fou seu social del Círculo Social Metropolitano, entitat creada el 13 de novembre de 1943 que va gestionar activitats esportives, artístiques i d'esbarjo, i que va funcionar fins a l'any 1985. En aquell període hi havia una sala d'assemblea, una sala de juntes, una sala d'assaigs de l'Orfeón Social Metropolitano i un laboratori fotogràfic; alhora que la capella també s'utilitzava per assajar-hi obres de teatre. També va ser seu de les Escuelas Comerciales Montserrat, que posteriorment, es traslladarien al carrer Badal, 113-119 (on actualment es troba el CEIP Cavall Bernat). Després de la legalització dels sindicats, l'edifici continuà fent les seves funcions com a edifici dels treballadors, tenint en aquest edifici la seu del dispensari i diferents despatxos sindicals. A principis dels 90 l'edifici fou víctima d'alguns atacs incendiaris, en una època en què els treballadors mantenien un conflicte laboral amb l'empresa TMB.

### Okupació
El 10 de maig de 1997 l'edifici va ser okupat per gent majoritàriament jove del barri de Sants de Barcelona, com a resposta a la manca d'espais on poder realitzar activitats tant de caràcter lúdic com polític. En resposta, TMB va iniciar un procés judicial que seria arxivat l'any 1998.
Aprofitant l'arribada de l'AVE a Barcelona, l'Ajuntament va aprovar un Pla de reordenació urbanística que afectà l'edifici i altres de la zona, per a convertir-los en nous edificis d'habitatges d'explotació privada.
En el judici pel desallotjament de Can Vies, realitzat l'1 de febrer de 2007, el jutge desestimà la demanda de Ferrocarril Metropolità de Barcelona (TMB) argumentant que l'empresa esmentada (depenent de TMB i gestora del metro de Barcelona), va fer un contracte de cessió de l'edifici a la CNT el 1984 i que, per tant, és el sindicat qui fa servir el local. La secció ferroviària d'aquest sindicat va demanar a FMB un local per a les seves activitats, i aquest va cedir Can Vies, amb dret a revocar la decisió en qualsevol moment, però no ho va fer.

### Intent de desallotjament i d'enderroc

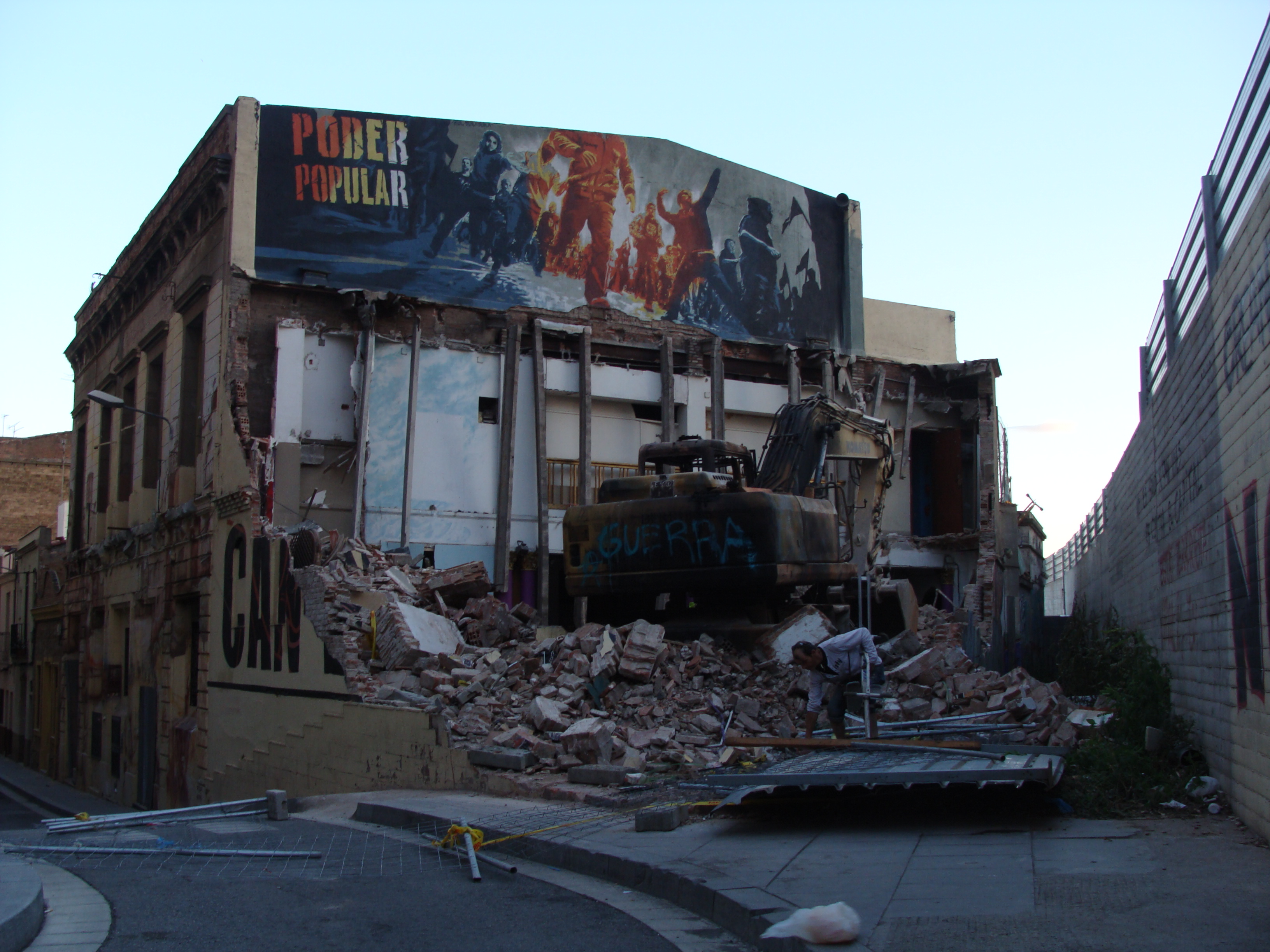
Estat de Can Vies, el 29 de maig

L'Ajuntament de Barcelona va emetre una ordre de desallotjament que les entitats de Can Vies havien intentat anul·lar, infructuosament. El 26 de maig de 2014, just l'endemà de les eleccions al Parlament Europeu, un ampli desplegament de Mossos d'Esquadra, després de sis hores de trobar-hi resistència, va fer efectiu l'ordre de desallotjament de l'edifici. El mateix dia es va començar a procedir a enderrocar l'edifici. Aquest fet va provocar una forta reacció veïnal i va derivar en diverses accions violentes, com la crema de l'excavadora utilitzada per a enderrocar l'edifici. Diverses manifestacions al carrer van acabar amb la crema de contenidors. La forta resposta policial va despertar la solidaritat d'altres barris de Barcelona i arreu, i el dia 28 de maig es van organitzar concentracions de protesta a diverses ciutats de tot l'Estat. Aquestes protestes varen rebre el nom d'efecte Can Vies.

### Reconstrucció i continuïtat

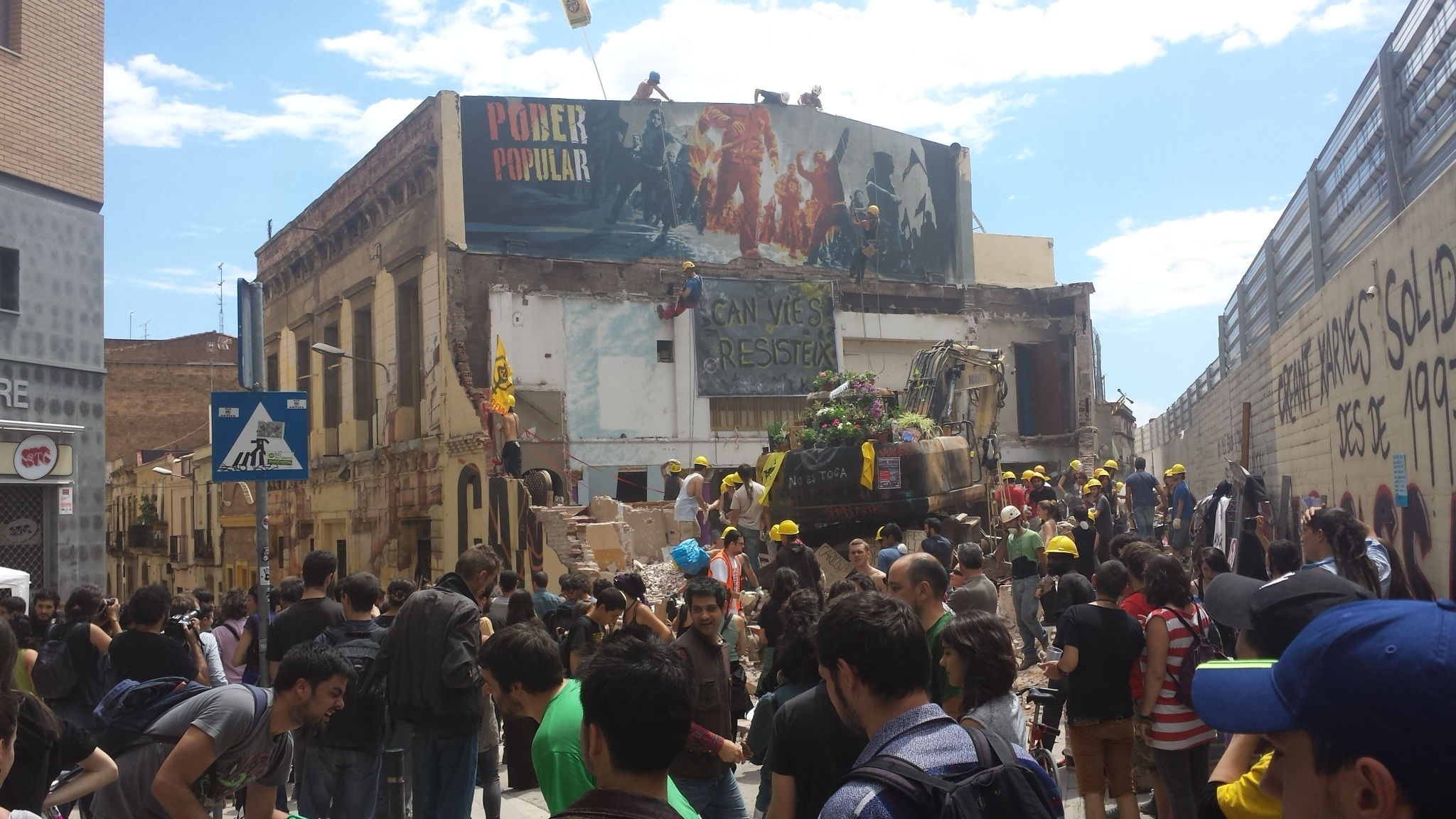
Inici de la reconstrucció del CSA Can Vies

El dissabte 31 de maig del 2014, després que l'Ajuntament de Barcelona anunciés la paralització de la demolició de l'edifici, l'assemblea convocà la reconstrucció de l'espai, rebent suports de molts llocs i engejant una campanya de micro-mecenatge que acabà superant les expectatives de les organitzadores. Arran d'això, es refundà l'assemblea del CSA Can Vies, que prengué com a fites les de la reconstrucció i la represa de les activitats del centre social.
Actualment, l'assemblea setmanal la formen els col·lectius La Burxa, la Trama Feminista, Negres Tempestes, la Comissió Antirepressiva de Sants, Acció Llibertària de Sants, Niu d'agulles (taller de costura), la Universitat Lliure de Sants o els Músics Can Vies entre d'altres.

## Debat polític institucional
La continuïtat del projecte més enllà de l'intent de desallotjament del maig del 2014 va provocar un intens debat polític a la ciutat que fins i tot va arribar a fer un ple extraordinari a l'Ajuntament de Barcelona. El debat va arribar a les eleccions municipals a Barcelona del 2015, on el CSA Can Vies en va ser un dels eixos principals, tant pel que fa a la gestió de l'intent de desallotjament com a la seva continuïtat. El debat institucional fou de nou introduït en les eleccions municipals a Barcelona del 2019 per alguns partits polítics que reobriren el tema i que els obligà de nou a posicionar-se novament al respecte.

## Descripció

### Organització i participació
L'òrgan de màxima decisió al CSA Can Vies era l'assemblea. Funciona per consens, de manera horitzontal, no jeràrquica, sense representants, mitjançant la responsabilitat col·lectiva. Participa de l'Assemblea de Barri de Sants, de l'Assemblea d'Okupes de Barcelona, a part d'altres campanyes, com la que està en contra de l'Ordenança del Civisme o diverses campanyes antirepressives.

### Usos
Part del CSA es fa servir com a habitatge i una altra part com a centre social on es realitzen assemblees, s'hi fa la redacció i maquetació de La Burxa, així com festes, passis de vídeo, tallers de teatre, xerrades, taules rodones, debats, representacions teatrals i musicals, presentacions de llibres, passis de pel·lícules o documentals, dinars populars i altres activitats. L'espai serveix per a realitzar tallers de teatre o assaigs de grups de música. També va ser el lloc de naixement de la Colla Bastonera de Sants. També participen o van participar molts col·lectius com ara: La Burxa, Construint, Assemblea de Joves de Sants, Negres Tempestes, BarriSants.org, Agon, Col·lectiu de Cinema, Víctimes del Civisme, Colla Bastonera de Sants, Teatraviesas... Entre els grups musicals nascuts en aquest espai hi ha els Pirat's Sound Sistema.
| «                       | Can Vies havia sigut un símbol guanyat al PP, guanyat a Aznar, guanyat a García-Valdecasas. Allò va ser un centre cívic. Hi han passat milers i milers de joves que avui estan treballant. | » |
| — David Fernàndez (CUP) | |   |